# Luna-program
A Luna-program (oroszul: Hold) keretében érték el a szovjet űrszondák először a Holdat.
A szovjet katonai-ipari bizottság 1955-ben előterjesztette a Holdra való repülés tervét. A katonai rakétahordozó eszközök különböző típusai, teherhordozó képességük lehetővé tette, hogy közvetlen felemelkedéssel elérjék a szökési sebességet. A szállítható hasznos tömeg 400-1000 kilogramm közé volt tervezhető.

## Története
Szergej Koroljov irányításával az OKB–1 tervezőiroda dolgozta ki és építette meg az első holdkutató űreszközöket. Hordozóeszközként a háromlépcsős R–7 Szemjorka interkontinentális ballisztikus rakéta módosított változatát, a Luna (8K72) hordozórakétát választották. Az OKB–1 1958-ban kapott engedélyt a Hold-program tervezésére, kivitelezésére.
A tervezett program részei
- becsapódási módszerrel űreszköz juttatása a Hold felszínére,
- video-tévékamera felvételeit átalakító segítségével, a rendelkezésre álló rádiócsatornán a földi vevőállomásra továbbítani,
- tartalék űrszonda, hordozó eszköz biztosítása,
- tervezve volt egy mini atomtöltet felrobbantása a Hold felszínének vizsgálatához

A felderítési adatok kiemelkedő szerepet játszottak az amerikai Hold-program tervezésében, gyakorlati megvalósításában. 1958. szeptember 2-án kormányutasításra gyorsítani kellett a Hold-programot.
Az OKB–1 tervezőiroda túlterheltsége miatt 1965-ben Szergej Koroljov javaslatára az egykori Lavocskin tervezőiroda és a Lavocskin Gépgyár átkerült a Szovjetunió Általános Gépipari Minisztériumának fennhatósága alá, és mint önálló szervezetnek átadták az űrszondákkal, így a Luna szondákkal kapcsolatos tervezési és gyártási feladatokat. Az első, már a Lavocskin vállalatnál készült Luna űrszonda a Luna–9 volt.
Az 1958-ban induló holdszondasorozatban 1980-ig az űrszondák három generációt képviseltek. A Luna–1 – Luna–3 űreszközöket az R–7 Szemjorka típusú interkontinentális rakétából továbbfejlesztett Luna hordozórakétával, a Luna–4 – Luna–14 szondákat háromfokozatú Molnyija hordozórakétával, a Luna–15 – Luna–24 szondákat Proton hordozórakétával Bajkonurból indították.

## Első nemzedék
Mintegy 0,5 tonnás tagjainak, az egyszerű holdszondáknak (Luna–1, Luna–2, Luna–3) a Hold elérése és túlsó oldalának lefényképezése volt a feladata. A nemzetközi sajtó szerinti megnevezésük Lunyik holdszonda. A Luna–3 formájában, méretében, súlyában és műszerezettségében eltért elődeitől. Az új típusú űrhajó egyik feladata az űreszköz mozgásának lefékezése (biztosítva az üzemanyag ellátást), a jobb orientáció és stabilizáló rendszer, amit hideggáz-fúvókákkal biztosítottak. A nagyobb tömeg felemelése miatt először Föld körüli parkolópályára állították a szondát, majd az orbitális egység utolsó fokozatának újraindításával sikeresen elérték a második kozmikus sebességet, biztosítva a Hold megközelítését.

## Második nemzedék
Mintegy 1,5 tonnás tömegű tagjai a holdautomaták, E–6 és E–6SZ típusú űrszondák (Luna–4-től a Luna–14-ig). A Luna–9-től kezdve leszállóegységük simán leszállt a Hold felszínére, másrészt holdszputnyikpályáról folytatták annak felderítését. A szondák felépítése, műszerezettsége, leszállóegysége alapvetően megegyezett elődeivel.

## Harmadik nemzedék
4 tonnás tagjai a holdrobotok (Luna–15-től Luna–24-ig), feladatuk szerint hármas tagozódást mutattak.

### Első típusok
Talajmintát vettek a Holdról és azt analízis céljára a Földre szállították (Luna–16, Luna–20, Luna–24).

### Második típusok
Önjáró holdlaboratóriumokat, Lunohodokat juttatott a Hold felszínére. A Luna–17 a Lunohod–1-et, a Luna–21 a Lunohod–2-t. A mobil járművek több tíz kilométeres terepen felvételekkel egybekötött részletes talajvizsgálatokat végeztek.

### Harmadik típusok
Hold körüli pályáról fényképezték és vizsgálták a Holdat és annak környezetét. Ezek a holdszondák a korábbi szputnyikok 1-3 hónapos működésével szemben már egy évig küldték mérési adataikat a Földre.

## Űrszondák
- Luna E–1–1 – sikertelen kísérlet
- Luna E–1–2 – sikertelen kísérlet
- Luna E–1–3 – sikertelen kísérlet
- Luna–1 – először közelítette meg a Holdat
- Luna E–1–5 – sikertelen kísérlet
- Luna–2 – becsapódott a Holdba
- Luna–3 – felvételt készített a Hold túlsó feléről
- Luna E–3–1 – sikertelen kísérlet
- Luna E–3–2 – sikertelen kísérlet
- Luna E–6–1 – sikertelen kísérlet
- Luna E–6–2 – sikertelen kísérlet
- Luna–4 – megközelítette a Holdat
- Luna E–6–4 – sikertelen kísérlet
- Luna E–6–5 – sikertelen kísérlet
- Koszmosz–60 – sikertelen kísérlet
- Luna–5 – becsapódott
- Luna–6 – megközelítette a Holdat
- Luna–7 – becsapódott
- Luna–8 – becsapódott
- Luna–9 – először szállt le a Holdra
- Luna–10 – pályára állt a Hold körül
- Luna–11 – pályára állt a Hold körül
- Luna–12 – pályára állt a Hold körül
- Luna–13 – leszállt
- Luna–14 – pályára állt a Hold körül
- Luna–15 – becsapódott
- Luna–16 – anyagmintát hozott
- Luna–17 – a Holdra vitte a Lunohod–1-et
- Luna–18 – leszállt
- Luna–19 – pályára állt a Hold körül
- Luna–20 – anyagmintát hozott
- Luna–21 – a Holdra vitte a Lunohod–2-t
- Luna–22 – pályára állt a Hold körül
- Luna–23 – leszállt
- Luna–24 – anyagmintát hozott
- Luna–25 – becsapódott

### Magyar oldalak
- A Luna program űrszondái[halott link]
- Sarló-kalapács a Holdon: 45 éve startolt a Lunyik-2

### Külföldi oldalak
- Luna-program. zarya.info. [2022. július 1-i dátummal az eredetiből archiválva]. (Hozzáférés: 2012. január 11.) (Internet Archive)
- Luna-1A. webcitation.org. [2012. január 14-i dátummal az eredetiből archiválva]. (Hozzáférés: 2013. január 12.)